# 事發的19分鐘
事發的19分鐘（英語：Nineteen Minutes）是一本描述美國青少年世界中的集體欺凌及探討家庭疏遠冷漠的小說，作者為茱迪·皮考特（Jodi Picoult）。

## 內容簡介
斯特靈鎮位於美國的新罕布夏州，日子平靜安詳，但是有一天，一項驚人的暴力行為打破了小鎮的平靜自滿：長期在校飽受欺凌的高中生彼得.霍頓，選擇在2007年3月6日這一天，拿著炸彈與槍枝進入校園，花十九分鐘的時間射殺他看到的每一個老師跟同學，把多年來對世界的憤慨與不滿一次解決，書中詳細描寫彼得的家庭與人際關係，他所受到的欺凌也是一路由小到大的，不論他如何做，始終無法逃脫這樣的命運。於是他選擇報復，但仍不解為何這些人、這個社會、甚至這一整個世界為何要這樣對待他，文中提到:「你看大家都為他們哭泣......他們是一群王八蛋。每個人都說我毀了他們的人生，可是當我的人生被毀的時候好像沒有人關心」，這句話顯露出他從小到大被欺凌，有多麼的痛苦，卻一個人也幫不上忙，因此他對校園中理所當然的階級制度做出了不言而喻的批判。